# بايو جافا
مشروع  بايو جافا (بالإنجليزية: BioJava)‏ هو مشروع مفتوح المصدر مكرس لتوفير أدوات جافا لمعالجة البيانات الحيوية.
مكتبة البايو جافا مفيدة لأتمتة العديد من المهام للتعامل مع المعلوماتية الحيوية.

## اقرا أيضا
- بايو بايثون
- بايوإكليبس

## وصلات خارجية
- بايو جافا على موقع Open Hub (الإنجليزية)
- بايو جافا على موقع Free Software Directory (الإنجليزية)

الموقع الرسمي للبايو جافا